# Улица Кондратюка (Москва)
У́лица Кондратюка́ — небольшая улица на севере Москвы, в Останкинском районе Северо-Восточного административного округа, от Останкинского проезда до улицы Цандера. Нумерация домов начинается от Останкинского проезда.

## Название
Переименована в честь Ю. В. Кондратюка (1897—1942) — специалиста по реактивным двигателям. Входит в комплекс улиц района, названия которых посвящены освоению космоса. До 1965 года — 2-й Новоостанкинский переулок.

## Расположение
Улица Кондратюка начинается от Останкинского проезда и проходит на юго-запад до улицы Цандера.

## Учреждения и организации
По нечётной стороне:
- № 3 — ЗАО КБ «Росинтербанк»;
- № 5 — школа № 304 (открыта в 1934);
- № 7 — Станция по борьбе с болезнями животных СВАО;

По чётной стороне:
- № 4 — «Шестой Океан»;
- № 6А — Центр интеллектуально-эстетического развития детей «Антошка».